# نادر واردة
نادر أواردا لاعب كرة قدم تونسي من مواليد 21 يونيو 1974 و يشغل نادر أورادا مركز الوسط.